# Eduardo Luís Marques Kruss Gomes
Eduardo Luís Marques Kruss Gomes (* 6. Dezember 1955 in Loures) ist ein ehemaliger portugiesischer Fußballspieler und Fußballtrainer.

## Karriere
Eduardo Luis begann seine Karriere bei Benfica Lissabon, wo er gleich portugiesischer Meister wurde. Danach wechselte er nach Madeira zu Marítimo Funchal, wo er sechs Jahre aktiv war.
1982 kehrte er aufs Festland zurück und unterschrieb einen Vertrag beim FC Porto. Die Mannschaft Porto vermochte in dieser Ära dreimal die portugiesische Meisterschaft und zweimal den portugiesischen Pokal sowie zweimal den portugiesischen Supercup zu gewinnen. Seine größten Erfolge, jedoch waren der Weltpokalsieg, Europapokal der Landesmeister und der europäische Supercup 1987. Im Finale des Landesmeisterbewerbs gegen den FC Bayern München spielte Eduardo Luis durch. Zuvor wurde er in seiner Zeit bei Porto für die portugiesische Auswahl zur Fußball-Europameisterschaft 1984 in Frankreich berufen. Er wurde aber nicht eingesetzt.
1989 wechselte er zum Rio Ave FC, wo er nur ein Jahr blieb, danach spielte Eduardo Luis noch drei Jahre bei AD Ovarense.

## Erfolge
- Europapokal der Landesmeister (1): 1987
- Weltpokal (1): 1987
- UEFA Super Cup (1): 1987
- Portugiesischer Meister (4): 1975/76, 1984/85, 1985/86, 1987/88
- Portugiesischer Pokalsieger (2): 1984, 1988
- Portugiesischer Supercupsieger (3): 1983, 1984, 1986